# Lillevattnet (Svarteborgs socken, Bohuslän)
Lillevattnet är en sjö i Munkedals kommun i Bohuslän och ingår i Örekilsälvens huvudavrinningsområde.